# استاکتون (میزوری)
استاکتون (به انگلیسی: Stockton) یک شهر در ایالات متحده آمریکا است که در شهرستان سدار، میزوری واقع شده‌است. استاکتون ۵٫۵۴ کیلومتر مربع مساحت و ۱٬۸۰۰ نفر جمعیت دارد و ۲۸۹ متر بالاتر از سطح دریا قرار دارد.